# Martin Aagaard

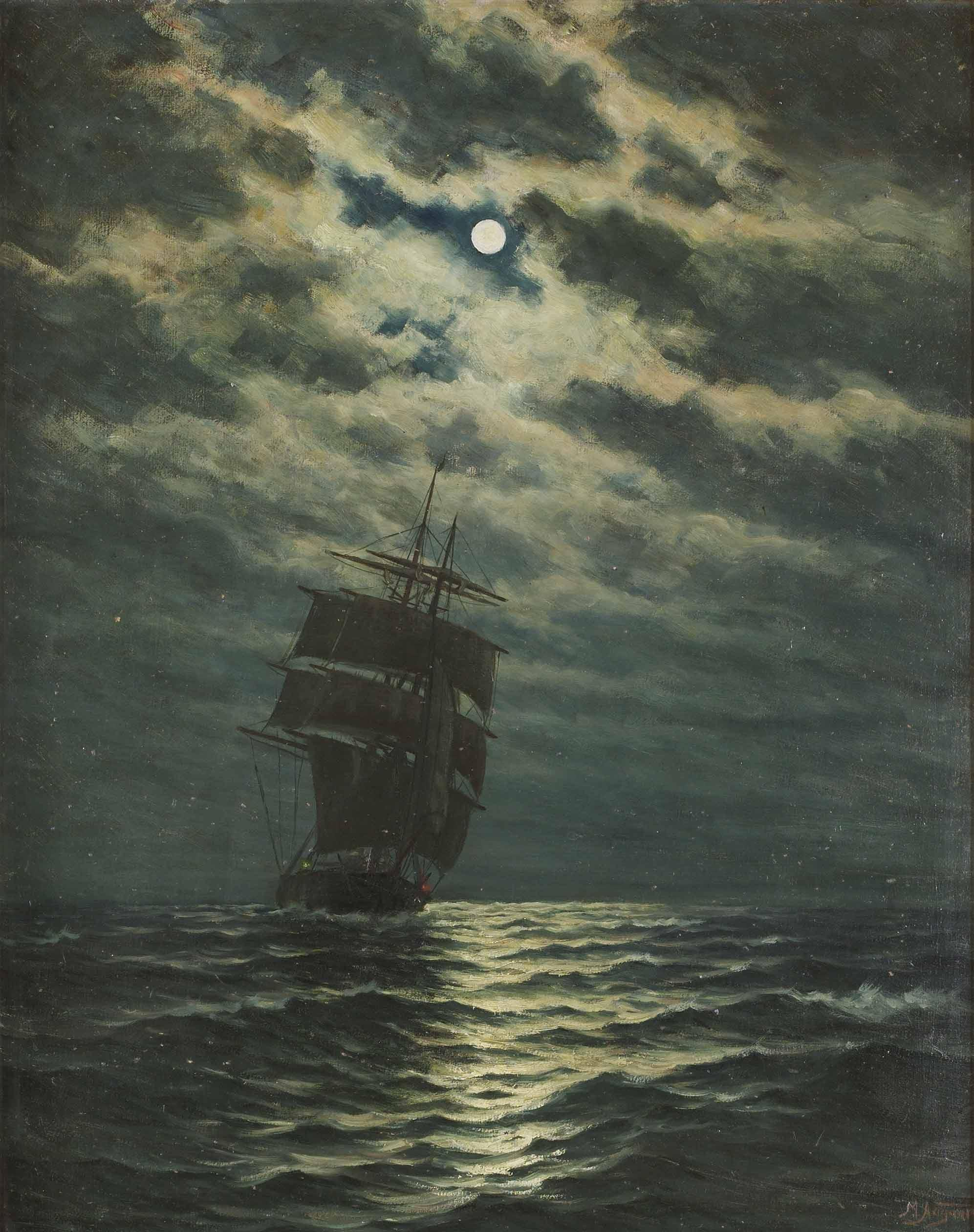
Skips i måneskinn

Martin Aagaard (auch Zackarias Martini Aagaard genannt; * 13. Oktober 1863 in Levanger; † 1913) war ein norwegischer Marinemaler.
Er war zunächst Seemann und besuchte in dieser Eigenschaft Kopenhagen wie auch weitere europäische Städte. Dann folgte er dem Unterricht an der technischen Abendschule in Trondheim sowie an der königlichen Zeichenschule in Kristiania (früherer Name Oslos) und studierte die Malkunst auch bei Harriet Backer, Knud Bergslien und Christian Krohg. Für den letztgenannten norwegischen Maler war er eine beträchtliche Weile als Assistent tätig. Er schuf teils großformatige Gemälde, die meist auf dem offenen Meer oder in der Nähe von Fjorden befindliche Schiffe darstellen. In den 1890er Jahren stellte er seine Werke in Oslo, 1898 in Bergen und 1900 auf der Weltausstellung in Paris aus. 1909 malte er in Trondheim die Ansicht des dortigen Hafens.